# Halanaerobium congolense
Halanaerobium congolense è una specie di batterio appartenente alla famiglia delle Halanaerobiaceae.